# Ruby Sunday
Ruby Sunday é uma personagem fictícia criada por Russell T Davies e interpretada por Millie Gibson na série de televisão britânica de ficção científica Doctor Who. Introduzida na 14.ª temporada do programa, começando com o especial de Natal, "The Church on Ruby Road", Ruby serve como uma acompanhante do Décimo quinto Doutor, interpretado por Ncuti Gatwa.

## Aparições

### Televisão
Ruby Sunday é apresentada no especial de Natal de 2023, "The Church on Ruby Road". Ela nasceu na véspera de Natal de 2004. Sua mãe biológica a abandonou do lado de fora de uma igreja na Rua Ruby. Ela foi então criada e adotada por Carla Sunday. 19 anos depois, Ruby tenta encontrar informações sobre seus pais biológicos, sem sucesso. Ela também acaba tendo um azar anormal, atraindo o interesse do Décimo quinto Doutor. Quando a nova bebê adotiva de Carla, Lulubelle, é sequestrada por goblins comedores de humanos, Ruby embarca em seu navio voador e conhece formalmente o Doutor. Depois de deduzir que os goblins se alimentam de coincidências e causam azar a Ruby, o Doutor e Ruby salvam Lulubelle. Porém, as criaturas voltam no tempo para sequestrar Ruby no dia de seu nascimento e comê-la. O Doutor os segue e salva Ruby. Em 2023, Ruby descobre que o Doutor é um viajante do tempo e o segue dentro da TARDIS.

### Outras mídias
Em janeiro de 2024, uma história em quadrinhos da 14.ª temporada apresentando Ruby com o Décimo quinto Doutor foi publicada na edição 599 da Doctor Who Magazine.

## Escolha e desenvolvimento
As audições para a acompanhante do Décimo quinto Doutor ocorreram em 24 de setembro de 2022. Em 18 de novembro de 2022, durante o Children in Need, Millie Gibson foi anunciada como a escolhida para interpretar Ruby.
Em novembro de 2023, foi noticiado que Gibson também apareceria na 15.ª temporada do programa, mas em janeiro de 2024 foi informado que Gibson deixaria o show, sendo substituída por Varada Sethu. No entanto, em abril de 2024 foi anunciado que Gibson e Sethu apareceriam simultaneamente ao longo da temporada, com o showrunner da série, Russell T Davies, afirmando que a personagem de Ruby foi concebida em torno de um arco de história de duas temporadas.

## Recepção
Após sua introdução, Ruby foi recebida positivamente pela crítica. Jordan King, da Empire, elogiou a dinâmica da personagem com o Doutor de Gatwa e comentou que "há mais do que suficiente na atuação de Gibson para sugerir profundidades muito maiores para ela explorar com a personagem". Ed Power do The Independent mencionou que o desempenho de Gibson a tornou "imediatamente simpática", chamando Ruby de "uma nova companhia maravilhosa".